# Marlow, Buckinghamshire
Marlow este un oraș în comitatul Buckinghamshire, regiunea South East, Anglia. Orașul se află în districtul Wycombe.